# Ätna-Tsunami
Der Ätna-Tsunami war das Ergebnis einer massiven Trümmerlawine vor rd. 8300 Jahren (ca. 6300 v. Chr.) am Vulkan Ätna auf Sizilien. Das Valle del Bove am Ätna ist das noch heute sichtbare Zeichen des Bergsturzes. Die in das Meer abgerutschten Felsmassen besaßen ein Volumen von etwa 35 km³; sie verursachten einen Tsunami, der vor allem den zentralen Mittelmeerraum traf, hier insbesondere das südliche Italien, das westliche Griechenland und Nordafrika (Libyen, Tunesien). Die Theorie ist umstritten.
Auf den Tsunami wird die Ablagerung so genannter Homogenite zurückgeführt, die sich vor Kalabrien, in der Großen Syrte, auf den Tiefsee-Ebenen des Mittelmeeres und im Ionischen Meer finden. Homogenit ist ein Begriff für spezielle Ablagerungen, die in seismischen Profilen durchsichtig erscheinen, und in Tiefbohrungen als homogener grauer Mergel ohne innere Struktur angetroffen wurden. Die Überlagerung mehrerer solcher Ablagerungen, die sich vor allem in der Großen Syrte nachweisen ließen, legen nahe, dass solche Ereignisse, wie der Ätna-Tsunami, sich mehrfach wiederholten und auch in jüngerer Zeit vorkamen. Gegenwärtig hat die Ostflanke des heutigen Vulkans eine Tendenz, nach Osten ins Meer abzurutschen, und wird diesbezüglich überwacht.
Vom Ätna-Tsunami könnte auch die neolithische Stadt Atlit-Yam an der Küste des heutigen Israel betroffen gewesen sein, sie wurde etwa zur gleichen Zeit offenbar fluchtartig verlassen. Diese Ansicht wird jedoch vor allem von den in Atlit-Jam arbeitenden Archäologen nicht anerkannt, da die Befunde ihrer Ansicht nach auf einen damals eher langsam angestiegenen Meeresspiegel hinweisen.